# Kasteel Borgvliet
Het Kasteel van Borgvliet was een kasteel en zetel van een heerlijkheid, dat zich bevond in het dorp Borgvliet, gelegen ten zuiden van het huidige Bergen op Zoom. Het kasteel lag op de plaats van de huidige kruising van de Laan van Hildernisse-Zuid en de Laan van Everswaard

## Geschiedenis
De heerlijkheid werd voor het eerst vernoemd in een document uit 1214, waarin sprake was van de heer Witto de Burchfliet. De heren van Borgvliet waren rechtstreekse leenmannen van de Hertog van Brabant. Pas in 1481 werd het leen verkocht aan de heer van Bergen op Zoom.
De ouderdom van het kasteel is niet bekend. Een document uit 1359 sprak van een stenen huys. In 1426 werd het huus van Borchvliete beschreven als zijnde voorzien van een neerhof, schuren, stallen en een duifhuis. Bij de overdracht in 1481 was sprake van een groote steenen huysinghe metter torren boven op den berch gestaen. Ook in 1558 was nog sprake van het principale huus en de omringende hof van Borgvliet. De markiezen van Bergen op Zoom verbleven er herhaaldelijk.
Het kasteel werd in 1568 door een storm zwaar beschadigd. In 1570 volgde een overstroming. Het lag namelijk erg laag, nabij de toenmalige Polder Oostmoer. Voorts werden er vernielingen aangericht door aldaar gelegerde Franse troepen. In 1571 werd de inboedel openbaar verkocht. Ook in de daaropvolgende jaren werden er tal van bouwmaterialen uitgesloopt.
De kasteelruïne, die nu onbeschermd lag, werd door de zee gaandeweg bedekt met een laag slib. Aldus kreeg het kasteel wel de weinig vleiende bijnaam: het slikpaleis.
Door activiteiten in het nieuwbouwgebied Bergseplaat kwamen de fundamenten weer onder drooggemaakt terrein te liggen. In 1993 werd daarom archeologisch onderzoek uitgevoerd. Er werden bakstenen uit de 13e eeuw aangetroffen.